# Joaquim Maria da Silva
Joaquim Maria da Silva (Angra, 24 de maio de 1830 — Lisboa, 27 de Setembro de 1913) foi um jurista, bacharel em Direito pela Universidade de Coimbra em 1854, filósofo, político e publicista, que se notabilizou pelo seu pensamento político. Foi professor do Liceu Nacional de Santarém (Santarém), onde exerceu o cargo de reitor. Foi o autor de algumas obras de filosofia política, incluindo algumas traduções. Foi presidente da Câmara Municipal de Santarém (1884-1886). Foi irmão de João Fagundo da Silva, sócio da Academia das Ciências de Lisboa.

## Biografia
Nasceu em Angra, filho de Manoel Joaquim da Silva e Andrade e de sua mulher Ana Maximina das Dores e Silva. Após estudos preparatórios na sua terra natal e em Coimbra, matriculou-se no curso de Direito da Faculdade de Direito da Universidade de Coimbra, sendo bacharel em 1854.
Joaquim Maria da Silva, nesse mesmo ano de 1854, publicou na cidade do Porto, logo após ter terminado o curso, uma obra intitulada Federação ibérica, ou ideias gerais sobre o que convém ao futuro da península, considerada uma das obras pioneiras do republicanismo federal. Defensor do ideário iberista na forma do republicanismo federal, o ensaio é uma obra pioneira no contexto ibérico. 
Buscando inspiração no caldo doutrinário pacifista, republicano, federal, internacionalista e utópico que então atraía a juventude inconformista, a obra aborda dois temas distintos: a criação da Federação Ibérica e um projecto de bases para uma Constituição Federal dos Estados Unidos da Ibéria. Embora remetendo para um futuro distante a concretização dos ideais defendidos, afirma ter como objectivo contribuir para a construção da res publica ideal através da reunião da família dos povos peninsulares. Reconhecendo obstáculos e resistências, conclui ser esse o caminho que deve ser trilhado pelos povos da Península Ibérica. Considerado como paradigma do pensamento político utópico português oitocentista, na sua vertente eucrónica, o texto encerra em tom optimista: Felizes os que então viverem! Beneméritos da humanidade os que concorrerem com os seus esforços e vontades para o alcance e realização dessa idade de ouro, de paz, de fraternidade.
Fixou-se em Santarém, onde tinha família, aí casando com Maria da Conceição Gomes de Carvalho, irmã da esposa de Cândido Cardoso Calado, visconde e depois conde de Monsanto. Advogado e professor liceal, integrou-se na elite intelectual da então vila de Santarém, privando, entre outros, com Alexandre Herculano, de quem era amigo pessoal e advogado.
No Liceu Nacional de Santarém seguiu uma longa e profícua carreira, tendo ocupado o cargo de reitor.
Joaquim Maria da Silva fundou o Jornal O Scalabitano, que redigiu e dirigiu. O primeiro número daquele periódico data de 13 de novembro de 1856, altura em que formou a Empresa Tipográfico-Scalabitana, que sustentou a edição deste jornal, que existiu até 15 de julho de 1857.
Entre 1884 e 1886 ocupou as funções de presidente da Câmara Municipal de Santarém. Em 1884, deu indicações para a construção do matadouro municipal e redigiu o regulamento dos talhos de Santarém. Para esse fim criou uma comissão executiva composta por João Fagundo da Silva (seu irmão) e João Baptista Augusto dos Santos. Também esteve também envolvido na ideia da construção da Ponte de D. Luís, já que a ideia da sua construção se deve não apenas à Junta Geral do Distrito de Santarém, mas também a Joaquim Maria da Silva, uma das personalidades mais evidentes em Santarém na segunda metade do século XIX.
O seu nome é recordado na Rua Joaquim Maria da Silva, em Tremês, Santarém, inaugurada em 2007.

## Obras publicadas
- Federação ibérica, ou ideias gerais sobre o que convém ao futuro da península, Porto, 1854;
- Primeiros estudos de philosophia racional. Lisboa, 1863;
- Estudos de philosophia racional. Lisboa, 1863;
- These : deverá ser gratuita a administração da justiça, principalmente no orphanologico e criminal?. Lisboa, 1889;
- Repertorio da legislação commercial portugueza de 1888 a 1900, Lisboa, 1901.